# Aurelio Vidmar
Aurelio Vidmar (Adelaide, 3 de fevereiro de 1967) é um treinador e ex-futebolista profissional australiano que atuava como meia.

## Carreira
Vidmar representou a Seleção Australiana de Futebol, nas Olimpíadas de 1996. 
Jogou a maior parte da carreira no Glasgow Rangers. Ele é irmão de Tony Vidmar, que também foi futebolista. Ambos possuem ascendência eslovena.

## Títulos
Austrália
- Copa das Nações da OFC: 2000
- Copa das Confederações: Vice - 1997